# Hymenoscyphus syringicolor
Hymenoscyphus syringicolor är en svampart som beskrevs av Svrcek 1975. Hymenoscyphus syringicolor ingår i släktet Hymenoscyphus och familjen Helotiaceae.   Inga underarter finns listade i Catalogue of Life.